# Рачин (Ровненская область)
Рачин (укр. Рачин) — село в Таракановской сельской общине Дубенского района Ровненской области Украины.
Население по переписи 2001 года составляло 1803 человека. Почтовый индекс — 35609. Телефонный код — 3656. Код КОАТУУ — 5621686501.